# Покровский, Василий Тимофеевич
Васи́лий Тимофе́евич Покро́вский (1839—1877) — доктор медицины, ординарный профессор Императорского Киевского университета, статский советник.

## Биография
Родился в семье сельского священника Калужской губернии.
Воспитывался в Калужской духовной семинарии, а в 1856 году поступил казённокоштным студентом в Императорскую Медико-хирургическую академию. Ещё будучи студентом начал публиковаться в медицинских журналах. По окончании курса наук — в 1861 году с золотой медалью и со степенью лекаря с отличием — был оставлен при академии на три года для усовершенствования и определён сверхштатным лекарем во 2-й Санкт-Петербургский военно-сухопутный госпиталь. В качестве специальности избрал частную патологию и терапию. Стал одним из ближайших учеников и сотрудников профессора С. П. Боткина. За диссертацию «О отравлении окисью углерода» в 1864 году был удостоен степени доктора медицины и командирован за границу на два года для дальнейшего научного усовершенствования.
В 1866 году вернулся в Санкт-Петербург и в качестве приват-доцента читал в академии систематический курс лекций об ушных и носовых болезнях. В 1867 году был приглашён в Университет св. Владимира на должность экстраординарного профессора по кафедре специальной патологии и терапии и назначен сверхштатным младшим ординатором в Киевский военный госпиталь. В 1868 году был 4 месяца за границей, после чего утверждён ординарным профессором по занимаемой кафедре. Дослужился до чина статского советника, из наград имел ордена св. Станислава 2-й степени (1871) и св. Анны 2-й степени (1874).
Приложил немало усилий для преобразования университетских и госпитальных клиник, которые были совершенно не приспособлены для научной работы и правильного лечения больных. Составил подробную записку о недостатках клиник и ходатайствовал в Министерстве народного просвещения о выделении 150 тысяч рублей на постройку новых клиник, а когда в 1874 году городская дума сделала постановление о постройке новой городской больницы, принял деятельное участие в комиссии для разработки проекта новых больниц. Однако эти труды не увенчались успехом, и при жизни Покровского клиники так и не переехали в новые здания. Помимо университетской деятельности, занимался в Киеве частной практикой, пользуясь репутацией опытного клинициста.
С началом сербско-турецкой войны много работал по ведомству Красного Креста, наполнил свою клинику тифозными больными и учил молодых врачей борьбе с сыпным тифом. Заразившись этой болезнью в декабре 1876 года, скончался 14 января 1877 года. Похоронен на Байковом кладбище. Имя Покровского было внесено на траурную доску Военно-медицинской академии вместе с именами других её воспитанников, погибших при исполнении своего долга. Во время похорон Покровского студенты устроили торжественное шествие с факелами и в день погребения собрали 900 рублей в кругу своих товарищей на стипендию его имени.
В течение своей десятилетней профессорской деятельности Покровский заслужил имя одного из самых даровитых преподавателей Киевского университета. В глазах врачей он был талантливейшим представителем клинической медицины в Киеве. Кроме того, все современники признавали его прекрасным лектором; особенно выделялись его разборы нервных болезней, а также лекции по эпидемиологии и нервной патологии.

## Труды
- Материалы для объяснения действия железных препаратов // Медицинский вестник, 1861, №№ 31, 32 и 36.
- Болезни почек, смешиваемые с Байтовой болезнью // там же, 1862, №№ 11 и 12.
- Клинические замечания к диагностике почечных болезней // там же, 1863, № 8 и 9.
- Случай излечения заикания // там же, 1863, № 13.
- Подвижность почек // там же, 1864, № 5.
- О отравлении окисью углерода. Санкт-Петербург, 1864.
- Об озоне в крови и о судьбе окиси углерода при отравлении им // Медицинский вестник, 1866, №№ 17—20.
- Обзор диагностических и терапевтических приемов в отиатрике // там же, 1866, № 46.
- Сущность отравления окисью углерода // Военно-медицинский журнал, 1866, № 97.
- Исследования над иннервацией сердца // Современная медицина, 1867.
- О лучшем способе преподавания частной патологии и терапии (вступительная лекция в Киеве). — там же, 1867.
- Эпидемия тифозных болезней в Киеве // там же, 1868.
- Об устройстве психиатрических клиник // там же, 1868, XI.
- Записка о недостатках нынешнего устройства клиник, как университетских, так и госпитальных. — Киев, 1873.